# Любка (Білоцерківський район)
Лю́бка —  село в Рокитнянській селищній громаді Білоцерківського району Київської області України. Населення становить 15 осіб.

## Населення

### Мова
Розподіл населення за рідною мовою за даними перепису 2001 року:
| Мова       | Відсоток |
| ---------- | -------- |
| українська | 100%     |